# Stella Bartlema
Stella Bartlema (1966) is een voormalig Nederlands internationaal hockeyscheidsrechter. Zij is in 2013 gestopt met het leiden van wedstrijden op toppniveau. Bartlema begon halverwege jaren 90 met fluiten en maakte haar debuut in de hoofdklasse in het seizoen 1999/2000. Internationaal kwam de vrouwelijke arbiter in actie op de Olympische Spelen van 2008 en 2012, de WK in 2010, de EK's in 2007, 2009 en 2011, meerdere Champions Trophy-toernooien en verschillende Europese bekertoernooien voor clubs.
Op 16 juni 2013 tijdens de Hockey World League floot Bartlema haar 100ste A-interland. Daarmee ontving zij het Gouden fluitje.